# Roman Procházka
Roman Procházka (Jaslovské Bohunice, 14 maart 1989) is een Slowaakse voetballer (middenvelder) die sinds 2007 voor de Slowaakse eersteklasser FC Spartak Trnava uitkomt, waar hij ook werd opgeleid in de jeugd.
Procházka reeds één interland voor de Slowaakse nationale ploeg. Hij maakte zijn debuut op 10 augustus 2011 in een wedstrijd in en tegen Oostenrijk (1-2 winst), waar hij in de slotminuten inviel voor Juraj Kucka.